# اوروویل (کالیفرنیا)
اوروویل  (به انگلیسی: Oroville) شهری در شهرستان بوت ایالت کالیفرنیا است که در سرشماری سال ۲۰۱۰ میلادی، ۱۵۵۴۶ نفر جمعیت داشته است.